# Mistrzostwa Europy w Lekkoatletyce 1938 – bieg na 200 m kobiet

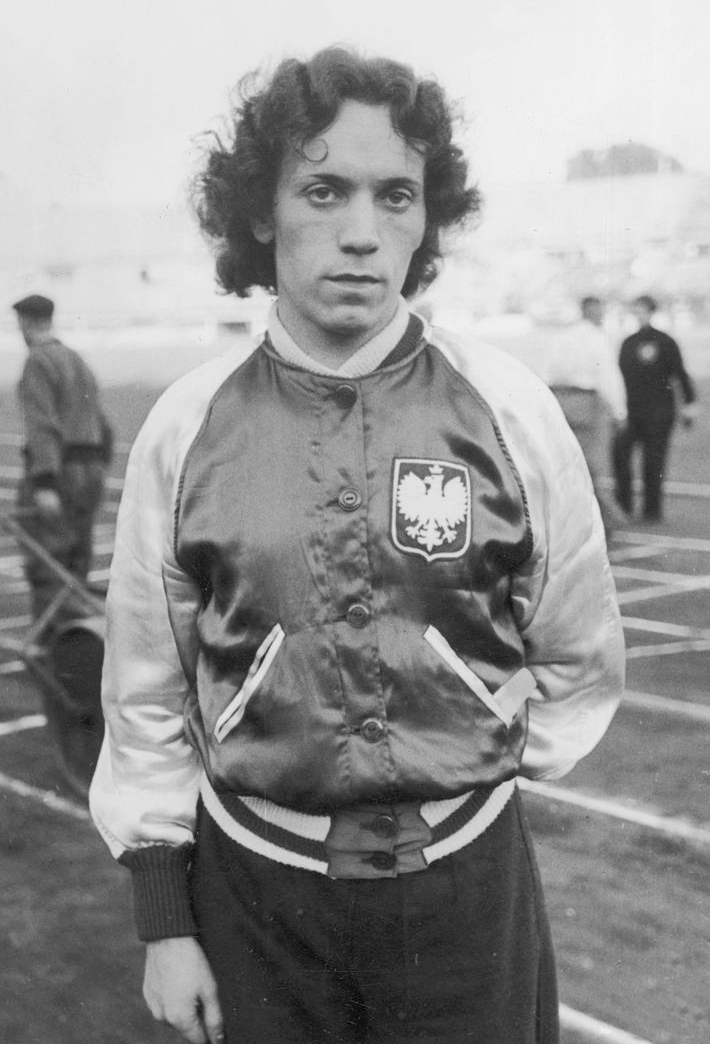
Stanisława Walasiewicz (1938)

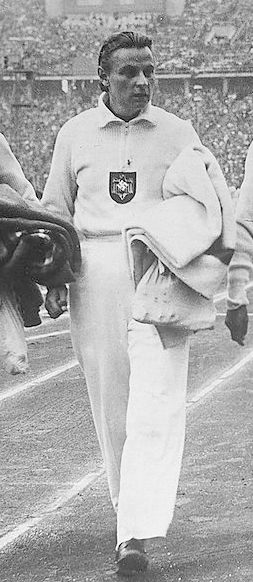
Käthe Krauß (1936)

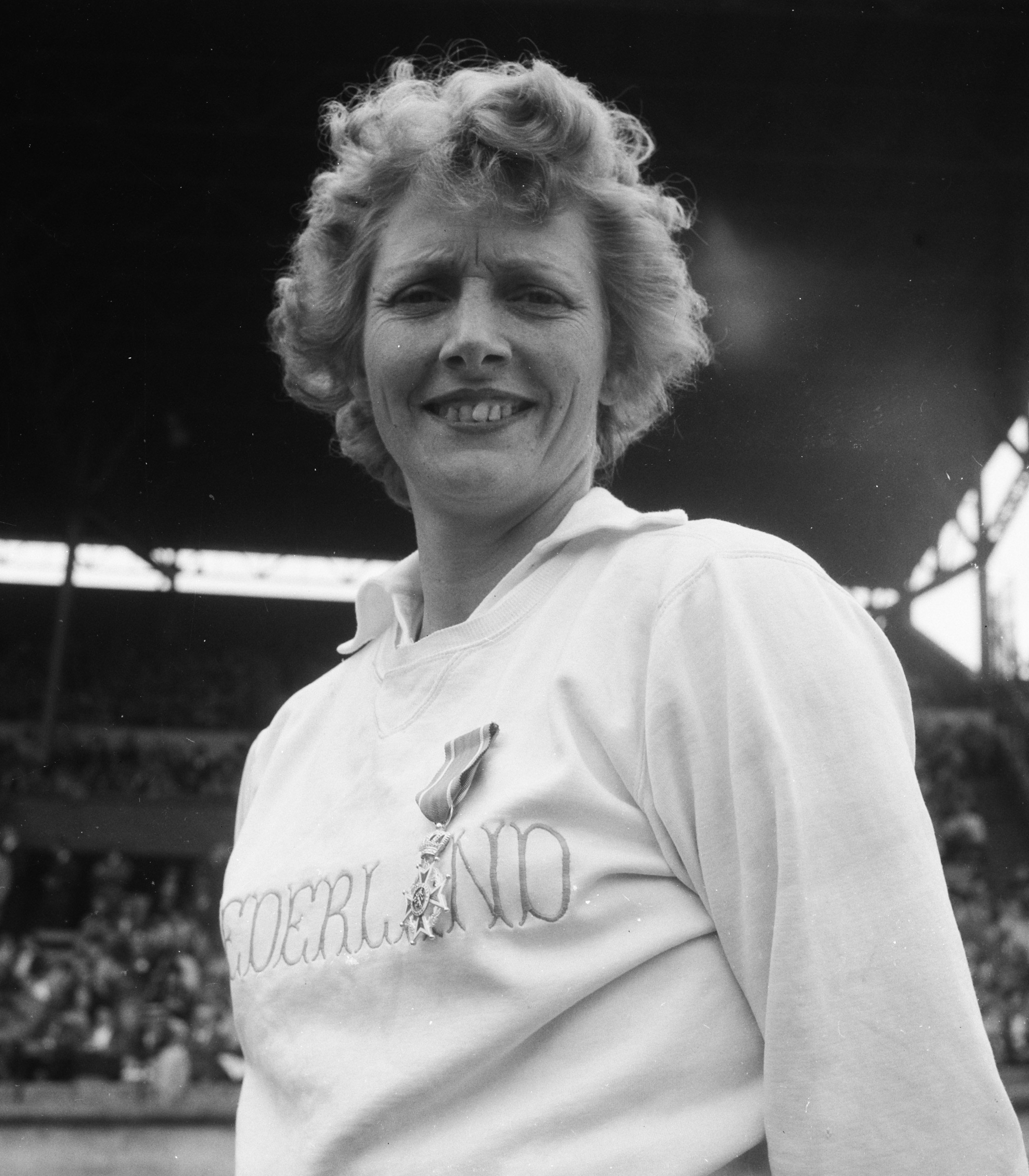
Fanny Blankers-Koen (1949)

Bieg na dystansie 200 metrów kobiet był jedną z konkurencji rozgrywanych podczas II Mistrzostw Europy w Wiedniu. Biegi eliminacyjne oraz bieg finałowy zostały rozegrane 18 września 1938 roku. Zwyciężczynią tej konkurencji została Polka Stanisława Walasiewicz. W rywalizacji wzięło udział szesnaście zawodniczek z dziewięciu reprezentacji.

## Rekordy
| Rekord świata | Stanisława Walasiewicz (POL) | 23,6 | Warszawa, Polska | 04.08.1935 |
| Rekord Europy | Stanisława Walasiewicz (POL) | 23,6 | Warszawa, Polska | 04.08.1935 |

## Wyniki

### Eliminacje
Bieg 1
| Miejsce | Zawodnik               | Czas  | Uwagi |
| ------- | ---------------------- | ----- | ----- |
| 1       | Stanisława Walasiewicz | 24,2  | Q CR  |
| 2       | Ida Ehrl               | 24,7  | Q     |
| 3       | Audrey Brown           | 25,6  |       |
| 4       | Alida Niklase          | 26,2  |       |
| 5       | Rózalia Nagy           | 27,0  | NR    |
| 6       | Solveig Toms           | b. d. |       |

Bieg 2
| Miejsce | Zawodnik            | Czas | Uwagi |
| ------- | ------------------- | ---- | ----- |
| 1       | Fanny Blankers-Koen | 25,0 | Q     |
| 2       | Lillian Chalmers    | 25,1 | Q     |
| 3       | Dora Voigt          | 25,2 |       |
| 4       | Otylia Kałuża       | 26,4 |       |
| 5       | Anna Van Rossum     | 28,1 |       |

Bieg 3
| Miejsce | Zawodnik               | Czas | Uwagi |
| ------- | ---------------------- | ---- | ----- |
| 1       | Dorothy Saunders       | 25,3 | Q     |
| 2       | Käthe Krauß            | 25,4 | Q     |
| 3       | Martha Wretman         | 26,0 |       |
| 4       | Anna Jadwiga Gawrońska | 27,2 |       |
| 5       | Jeanne Pousset         | 27,5 |       |

### Finał
| Place | Athlete                | Time    |
| ----- | ---------------------- | ------- |
| 1     | Stanisława Walasiewicz | 23,8 CR |
| 2     | Käthe Krauß            | 24,4    |
| 3     | Fanny Blankers-Koen    | 24,9    |
| 4     | Ida Ehrl               | 25,0    |
| 5     | Dorothy Saunders       | 25,0    |
| 6     | Lillian Chalmers       | 25,0    |